# 神庙逃亡
《神庙逃亡》是由 Imangi Studios 開發的沒有終點的动作類電子游戏，遊戲中玩家需要扮演一個嘗試在一座古庙中偷取一尊偶像的冒險家，並且逃離“恶魔猴子”的追捕。游戏共分为 神庙逃亡、神廟逃亡：勇敢傳說、神廟逃亡2、神廟逃亡：魔境仙踪四个作品，可以在iOS、Android、Windows Phone平台运行。

## 简介

《神庙逃亡》的遊戲截圖。圖中的男性為玩家所操控的探险家。探险家後方為「恶魔猴子」，黃色方形方塊則為金幣。圖中左上方黃色的栏為奖勵仪表。

《神庙逃亡》的主角為一群流浪的探险家，這些探险家要在一座古庙中偷取一尊偶像。在探险家偷取偶像後，玩家就可以操控這個探险家，遊戲在探险家偷取偶像後立刻開始。這時候，探险家會被一群“恶魔猴子”追捕，由此引发“神庙逃亡”。玩家在遊戲中只需要進行三種操作：跳躍（向上滑动手指）、滑行（向下滑动手指）以及拐彎（向左或向右滑动手指）。而將装置傾斜則能夠令探险家从道路一边移動到另一边，以便探险家收集金幣并躲避障碍。

### 分數
玩家在《神廟逃亡》的目標是通過避開隨機產生的障礙物，尽可能地跑得遠。並且盡可能獲得最多分數和金幣。玩家生存的时间越长，所获得的积分就會更多。玩家的得分只能用于達成目标。遊戲的分數計算公式為：{\displaystyle s=(m)(d+5c+t)}。其中「s」為玩家最後的得分、「m」為玩家達成目标數量+10、「d」為玩家的跑步距離（奔跑距離是由離開神庙的一刻計算，單位是米）、「c」為玩家收集的金幣數量、「t」為玩家得到的奖勵仪表級數再加上剩餘的金幣數量除以一百。

### 奖励
玩家可以在逃亡的同时收集金币，金幣的形状如同钻石，共分为黄色、紅色和藍色，分别價值一元、兩元、三元。當玩家收集金幣的時候，一旁的奖勵仪表亦會隨之增加。每當玩家收集了100個金幣時，奖勵仪表就會升一級，直至第四級，这可增加一些分数，增加后再从第一级开始。玩家收集的金幣可以用來升級不同的物品、奖励、購買角色以及壁纸。以下為物品奖励升至最高級時的功效：
除了金幣，玩家亦可以收集零星的物品奖励。
- 巨型金币（價值150個金幣）
- 金币磁铁（吸納所有玩家附近的金幣，並且將其價值乘三倍）
- 隐形（玩家將不會被障礙物及懸崖影響，並且持續30秒）
- 疾跑（750米）
- 跑步1000米後有價值兩元的金币出現，以及跑步2000米後有價值三元的金币出現

### 主角
《神庙逃亡》的角色：
在「神廟逃亡角色」續有詳述。

## 发布
《神庙逃亡》于2011年8月在App Store上发布；2011年12月，它被列为下载最多的应用程序列表。起初，《神庙逃亡》需要收費99美分才能夠下載；2011年12月成为一个免费的iOS应用。
2012年1月12日，Imangi Studios在Facebook上宣布Android平台的《神庙逃亡》将会在2012年2月发布，但真正发布是在2012年3月27日。游戏在3天内被下载了100万次。但由于《神庙逃亡》在Android平台采用统一的Unity游戏引擎而非灵活的引擎，经常遇到操纵困难的问题，因此遭遇到了不利的评论。

## 對終點的爭議
2012年中，網絡流傳指《神庙逃亡》是有終點的，玩家要到達終點需要得到5亿分，而全球已经有上百人跑到了终点，但是有網站終點照片其實是來自圖庫網站，而且有玩家發現游戏内成就系统的最高分数記錄只有1千万，證明沒有玩家跑到终点。

## 評價
| 汇总媒体   | 得分     |
| ---------- | -------- |
| Metacritic | iOS：80% |

| 媒体     | 得分 |
| -------- | ---- |
| IGN      | 7.5  |
| Gamezebo | 5星  |

| 媒体   | 奖项   |
| ------ | ------ |
| 肖蒂奖 | 获提名 |

《神庙逃亡》的評價多為正面的。Gamezebo給予《神庙逃亡》的評價為5星。而绿色艺术則指出《神庙逃亡》是“一個即时的iPhone经典”。PC杂志指出《神庙逃亡》擁有一個“完美清晰”的畫面和“活泼的動作”。 PC杂志亦將《神庙逃亡》列入其“让孩子们快乐的移动应用程序列表”中。
但是，常识媒体則批評《神庙逃亡》的“消费主义”模式，全因玩家可以用錢購買遊戲中的金幣。

## 衍生版本
2012年6月14日，《神廟逃亡》與迪士尼的電影《勇敢傳說》合作推出《神廟逃亡：勇敢傳說》。游戏場景從古廟換成了電影裡蘇格蘭高地上的森林和荒野，主角則是由電影的主角梅莉達（Merida）擔當。与前代游戏相比，《神廟逃亡：勇敢傳說》的新功能是射箭，在游戏过程中，射箭符号会出现在屏幕的左右两侧，玩家会发现射箭的目标，通过触摸屏幕来完成射箭。当击中所有目标，玩家将获得一个硬币的奖金并等待另一个射箭目标。
《神廟逃亡：勇敢傳說》于2012年6月14日App Store上发布。此游戏与原来的游戏相比需要以99美分的价格购买。游戏在App Store上发布后，荣登下载最多的付费游戏排行榜。

## 续作
2013年1月，Imangi Studios推出游戏的续集《神廟逃亡2》。《神廟逃亡2》的控制和情节和前代游戏很相似，但是引入了新的障碍，并且设定在新的位置，主角必須在神廟、叢林及礦坑逃亡，路線也從原本的直線改成了彎曲的路線，人物会以更快的速度移动。游戏还将前代的三只“恶魔猴子”替换为一只大型猴子。
《神庙逃亡2》与迪士尼的电影《魔境仙踪》合作推出《神庙逃亡：魔境仙踪》。游戏在2013年2月27日发布了iOS版本，以配合即将上映的电影。